# Liên minh sản xuất đắp dần Fraunhofer
Có trụ sở tại Stuttgart và tích hợp mười viện của Hội Fraunhofer trên khắp nước Đức, các hoạt động của Liên minh sản xuất đắp dần Fraunhofer liên quan đến việc sản xuất các mô hình, nguyên mẫu, công cụ và các sản phẩm cuối dòng nhỏ. Hội Fraunhofer bao gồm hơn 80 viện nghiên cứu, 59 trong số đó là các học viện Fraunhofer trên khắp nước Đức. Với 17.000 nhân viên, tổ chức lớn nhất cho nghiên cứu tiên tiến ở châu Âu cung cấp cho Liên minh một nền tảng trung tâm cho các giải pháp liên quan đến các quy trình sản xuất đắp dần.

## Lịch sử
Được thành lập vào năm 1999 với tên gọi Liên minh tạo mẫu nhanh Fraunhofer, nó được đổi tên thành năm 2009 là Liên minh sản xuất đắp dần Fraunhofer. Vào ngày 1 tháng 1 năm 2010, liên minh đã được mở rộng bởi sự tích hợp của Viện Fraunhofer về Máy công cụ và Công nghệ tạo thành IWU.

## Hợp tác
Đối tác của liên minh:
- Hiệp hội kỹ sư Đức (Verein Deutscher Ingenieure, VDI): Hiệp hội là cổng thông tin lớn nhất cho các kỹ sư ở Đức. Sự tương tác giữa hiệu trưởng và đối tác về các quy trình nhanh chóng được thành lập bởi ủy ban kỹ thuật về Tạo mẫu nhanh/ Sản xuất nhanh
- Hiệp hội Liên minh toàn cầu về Tạo mẫu nhanh (GARPA): Hiệp hội đại diện cho một nền tảng liên lạc trong lĩnh vực Tạo mẫu nhanh. Nó sắp xếp trao đổi thông tin để cung cấp cho người nộp đơn và người sử dụng thông tin về các công nghệ đắp dần liên quan đến vật liệu và máy móc.
- Thỏa thuận hợp tác châu Âu về sản xuất nhanh: Nền tảng RM châu Âu cung cấp một khuôn khổ cho các bên liên quan để xác định ưu tiên nghiên cứu và phát triển, khung thời gian và kế hoạch hành động về các vấn đề liên quan đến RM.
- Nền tảng sản xuất nhanh Deutschland: Mạng lưới quảng bá RM và phát triển công nghệ. Nó bao gồm các nhà sản xuất, người dùng và các chuyên gia về các nhóm công tác về công nghệ, giáo dục và tiêu chuẩn.

## Fraunhofer-Institutes
- Fraunhofer-Institut für Fertigungstechnik und Angewandte Materialforschung (IFAM)
- Fraunhofer-Institut für Fabrikbetrieb und -automatisierung (IFF)
- Fraunhofer-Institut für Keramische Technologien und Systeme (IKTS)
- Fraunhofer-Institut für Lasertechnik (ILT)
- Fraunhofer-Institut für Produktionstechnik und Automatisierung (IPA)
- Fraunhofer-Institut für Produktionstechnologie (IPT)
- Fraunhofer-Institut für Werkstoffmechanik (IWM)
- Fraunhofer-Institut für Zuverlässigkeit und Mikrointegration (IZM)
- Fraunhofer-Institut für Umwelt-, Sicherheits- und Energietechnik (UMSICHT)
- Fraunhofer-Institut für Werkzeugmaschinen und Umformtechnik (IWU)